# Középiskolaitanár-képzés Magyarországon
A középiskolaitanár-képzés  Magyarországon a középiskolák döntő többségének felekezeti fenntartása miatt a 19. század közepéig az egyházak hatáskörébe tartozott (collegium repetentium). Az állami tanárképzés terén döntő változást hozott az 1849-ben Leo Thun kultuszminiszter által nálunk is bevezetett Organisationsentwurf (=szervezeti felépítés).

## 1849-1948 között
A rendelet előírta a nyolcosztályos, érettségivel záruló gimnázium és reáliskola létesítését. A kinevezendő tanárokat képesítő vizsgára kötelezte. Tanárvizsgáló bizottságot Magyarországon azonban csak az 1862/63. tanévben állítottak fel. A tanárképzést ezekben az években három intézménytípus (egyetemi szeminárium, tanárképző intézet és gyakorlóiskola) segítette.
- 1. Német minta alapján már az 1850-es években létesítettek a pesti egyetemen olyan szemináriumokat, ahol a szaktudományos kutatás módszertanának gyakorlása mellett a középiskolai tanárképzés szempontjait is érvényesíteni kívánták. E kettős cél összeegyeztetése többnyire kevés sikerrel járt: a „tanári ügyesség” megszerzése általában háttérbe szorult a „tudós búvárlat” mögött.
- 2. Eötvös József VKM miniszter már 1848-ban tervezetet készített az egyetemek bölcsészkara mellett felállítandó új intézményről, a középiskolai tanárképzőről. A tervezet csak második minisztersége alatt válhatott valóra: 1870 májusában írta alá a „Középtanodai Tanárképző” (későbbi nevén Középiskolai Tanárképző Intézet) szervezeti szabályzatát. A tanárképző a bölcsészkar mellett működő, de attól elvileg független intézmény volt. Az első években a tanárképző keretei között öt szakosztály működött:
  - a) óklasszikai, nyelvészeti és irodalmi,
  - b) történelmi-földrajzi,
  - c) mennyiség- és természettani,
  - d) természetrajzi,
  - f) pedagógiai.

Ez utóbbit 1872-ben szervezték meg, létrehozásában kiemelkedő szerepe volt a korszak kiváló pedagógiai egyéniségének, Kármán Mórnak. A tanárképző e szakosztályának célkitűzése kifejezetten a pedagógiai képességek és „ügyességek” (készségek) elsajátíttatása volt, ennek érdekében tartották a tanítás gyakorlati kérdéseire irányuló előadásokat, s ezért szervezték meg a gyakorlati tanárképzés legnagyobb jelentőségű vívmányát, a gyakorlógimnáziumot. 
1873-ban került sor a tanárképző újjászervezésére. Az új szabályzat készítői egyrészt csökkentették a szakosztályok számát, másrészt kifejezésre juttatták elhatározásukat, hogy az oktatás a tanárképzőben „rendes, kötelezett ttv. alapján” történjen. E ttv. hatáskörét igyekeztek az egyetemi előadásokra is kiterjeszteni, amikor ezek közül jó néhánynak a hallgatását a tanárjelölteknek kötelezővé tették. A tanárképző így kísérletet tett arra, hogy az egyetemet felhasználja a középiskolai tanárképzés céljaira. Ez a törekvés a pesti egyetem bölcsészkarának határozott elutasításába ütközött, mivel – úgymond – sértette az „egyetemi tanítás szabadságának” hagyományos elvét. Az átszervezés ellenére a középiskolai tanárképző intézet és az egyetem kapcsolata mindvégig problematikus maradt. Ellentmondások forrása volt az is, hogy a tanárképző látogatása a jelölteknek nem volt kötelező. 
Sokkal egyértelműbb sikereket könyvelhetett el a tanárjelöltek gyakorlati képzését szolgáló gyakorlógimnázium. Ez az iskola a tanárképző pedagógiai szakosztályának irányítása alatt állt, s az egyetem pedagógiai tanszékével semmiféle szervezetii kapcsolata nem volt. Kiemelkedő szerepet játszott az intézet sajátos arculatának kialakításában Kármán Mór, aki a gimnázium egyik legfontosabb feladatának a módszertani eljárások kidolgozását és kipróbálását tartotta. 
Jelentős esemény volt a középiskolai tanítás történetében a Báró Eötvös József Collégium megalakulása 1895-ben. Az új bentlakásos intézetben középiskolai tanárjelöltek magas színvonalú oktatása-nevelése folyt. – 1924-ben új tv.-t kodifikáltak a középiskolai tanításról (XXVII. tc.). (A magyar iskoláztatás történetében egyedülálló ez a dokumentum – azóta sem került sor a középiskolai tanítás tv.-szintű szabályozására.) A tv. előírta a bölcsészettudományi karok mellett tanárképző intézetek felállítását, ill. újjászervezését. Emellett a képesítés feltételeit is megfogalmazta: négyéves tanulmány valamelyik tudományegyetem bölcsészettudományi vagy mennyiségtan-természettudományi fakultásán; tanárképző intézeti tagság; gyakorlóév valamely nyilvános középiskolában; tanári vizsgák (alapvizsga, szakvizsga, pedagógiai vizsga), amelyeket a tanárvizsgáló bizottság előtt kellett letenni.

## 1948 után
Az 1948-49. évi egyetemi reform gyökeres változást hozott: a középiskolai tanítást az egyetemek bölcsészeti és természettudományi karának feladatává tette, a képzést ttv.-ekhez kötötte, megszüntette a tanárképző intézetet. 1950-től 4 évre csökkentették a képzési időt, amelyet egy (többnyire formális) gyakorló év követett. Az egyetemi oktatás „iskolássá”, túlszabályozottá vált, veszélybe került az egyetemi tanszabadság régi eszménye. A reform a gyakorlógimnáziumokat is megszüntette, amelyeket csak 1958-ban szerveztek újjá. 1959-ben vették kezdetüket azok a – lényegében ma is tartó – reformmunkálatok, amelyeknek célja a korszerű, elméleti és gyakorlati képzést harmóniába ötvöző középiskolai tanárképzés kereteinek és tartalmainak kimunkálása.